# 亞洲公路5號線
亞洲公路5號線（英語：Asian Highway 5），编号為「AH5」，是亞洲公路網系統中的一條東西走向的公路，長10,380（6,450英里）。該公路起始於中國上海，經中國、哈萨克斯坦、吉尔吉斯斯坦、乌兹别克斯坦、土库曼斯坦、阿塞拜疆、格鲁吉亚、土耳其，最終至土耳其与亞洲公路1號線汇合至保加利亞邊境并连接歐洲E80公路。

## 中国
全長4,815千米。
- 沪蓉高速：上海 - 无锡 - 南京
- 沪陕高速：南京 - 合肥 - 信阳 -西安

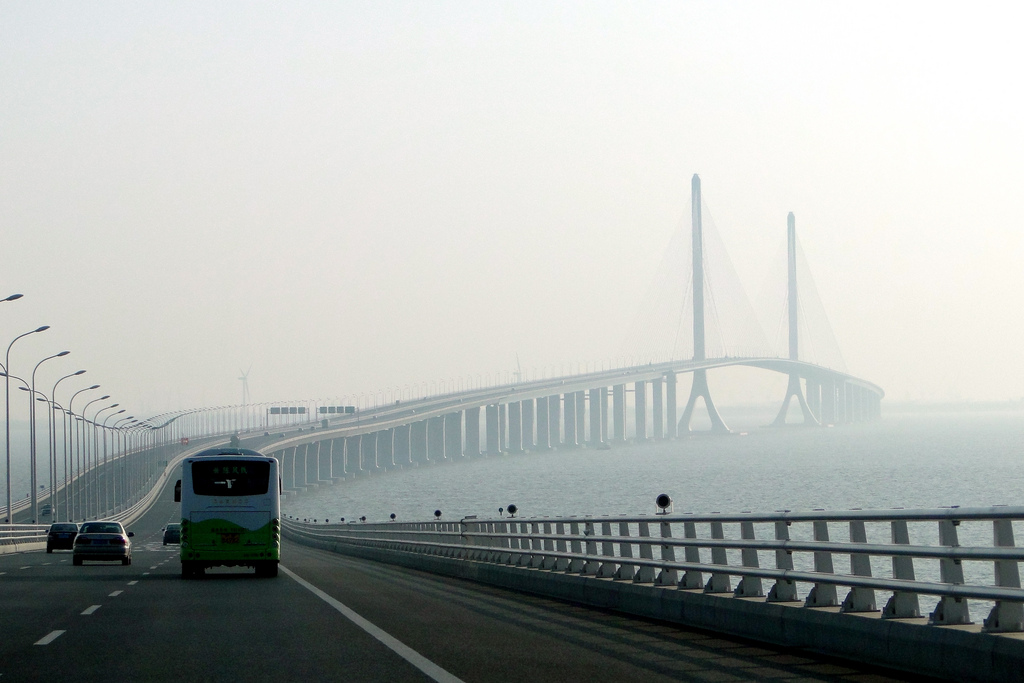
上海长江大桥

- 连霍高速：西安 - 兰州 - 乌鲁木齐 - 奎屯 - 精河 - 霍尔果斯

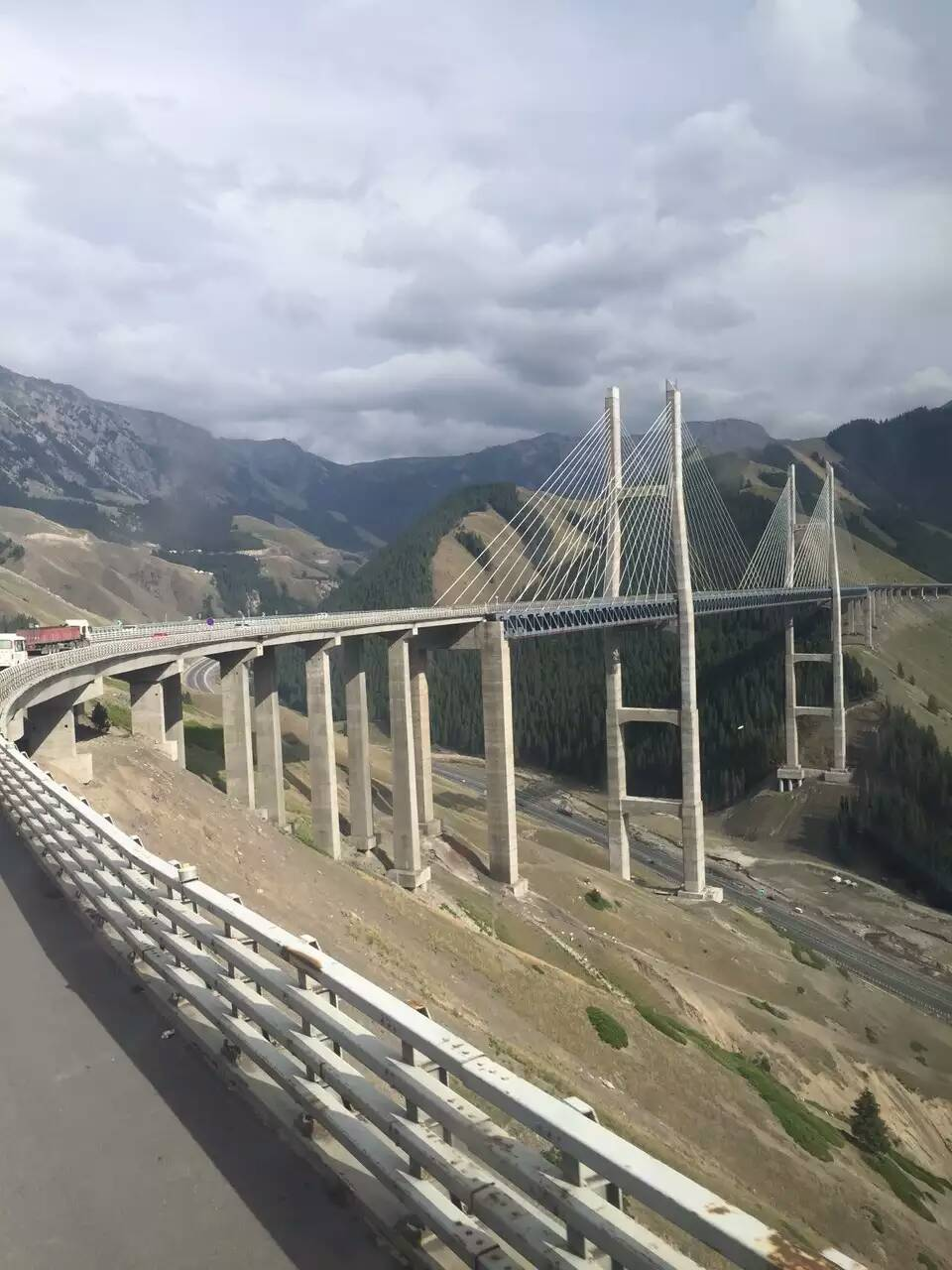
果子沟大桥

## 哈萨克斯坦
全长1,033千米。
- A353 A353高速公路：霍尔果斯（Қорғас） - 萨雷奥泽克（Сарыөзек）
- A3 A3高速公路（俄语：Автодорога A-3 (Казахстан)）：萨雷奥泽克（Сарыөзек） - 庫納耶夫（Қонаев） - 阿拉木图（Алматы）
- A2 A2高速公路（俄语：Автодорога А-2 (Казахстан)）：阿拉木图（Алматы） - 卡斯克連（Қаскелең） - 科尔戴（Қордай）

其中科尔戴（Қордай） - 查迪巴（Чалдыбар）路段位于吉尔吉斯斯坦。
- M39 M39公路：查迪巴（Чалдыбар） - 梅尔基（Меркі）
- A2 A2高速公路（俄语：Автодорога А-2 (Казахстан)）：梅尔基（Меркі） - 塔拉兹（Тараз） - 奇姆肯特（Шымкент）
- A2 A2高速公路（俄语：Автодорога А-2 (Казахстан)）：奇姆肯特（Шымкент） - 丝路城（Жибек Жолы）

## 吉尔吉斯斯坦
全長126千米。
- M39 M39公路：科尔戴（Қордай） - 比什凯克（Бишкек） - 卡拉巴尔塔（Кара-Балта） - 查迪巴（Чалдыбар）

## 乌兹别克斯坦
全長677千米。
- M39 M39公路：丝路城（Жибек Жолы） - 塔什干（Toshkent） - 锡尔达里亚（Sirdaryo） - 吉扎克（Jizzax） - 撒馬爾罕（Samarqand）
- M37 M37公路：撒馬爾罕（Samarqand） - 卡塔库尔干（Kattaqoʻrgʻon） - 纳沃伊（Navoiy） - 布哈拉（Buxoro） - 阿拉特（Olot）

## 土库曼斯坦
全长1,227千米。
- M37M37公路：阿拉特（Olot） - 土庫曼納巴德（Türkmenabat） - 马雷（Mary） - 捷詹（Tejen） - 阿什哈巴德（Aşgabat） - 克孜勒阿爾巴特（Gyzylarbat） - 巴爾坎納巴德（Balkanabat） - 土庫曼巴希（Türkmenbaşy）
- 里海渡轮：土庫曼巴希（Türkmenbaşy）－巴库（Bakı）

## 阿塞拜疆
全长515千米。
- 里海轮渡：土庫曼巴希（Türkmenbaşy）－巴库（Bakı）

 欧洲E60公路：巴库（Bakı） - 叶夫拉赫（Yevlax） - 占贾（Gəncə） - 红桥口岸（Sınıq körpü）

## 格鲁吉亚

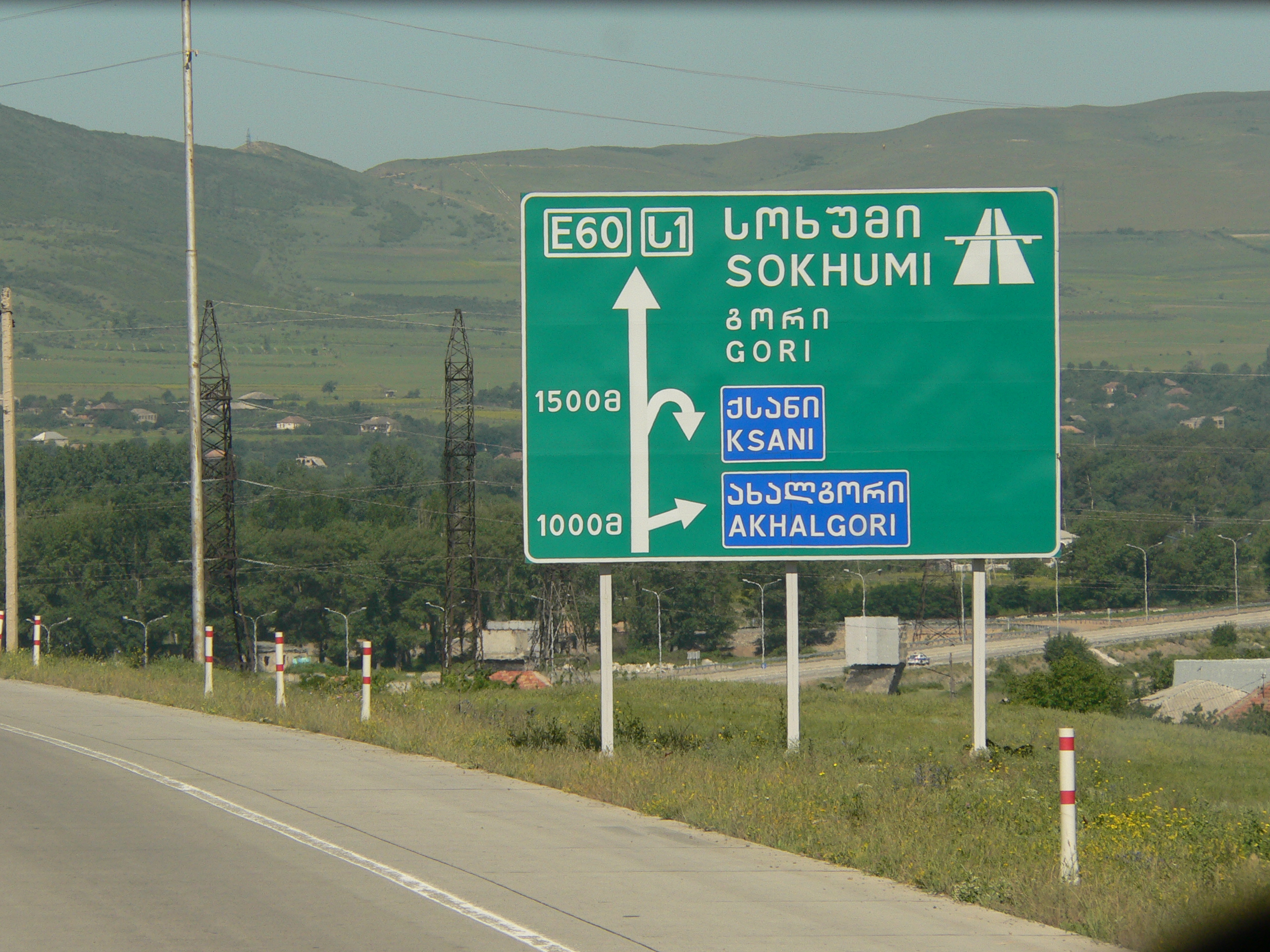
AH5在格鲁吉亚

全长489千米。
 欧洲E60公路：红桥口岸（წითელი ხიდი） - 鲁斯塔维（რუსთავი） - 第比利斯（თბილისი）
 欧洲E60公路：第比利斯（თბილისი） - 姆茨赫塔（მცხეთა） - 哈舒里（ხაშური） - 塞納基（სენაკი） - 波蒂（ფოთი）
 欧洲E70公路：波蒂（ფოთი） - 巴统（ბათუმი） - 萨尔普（სარფი）

## 土耳其

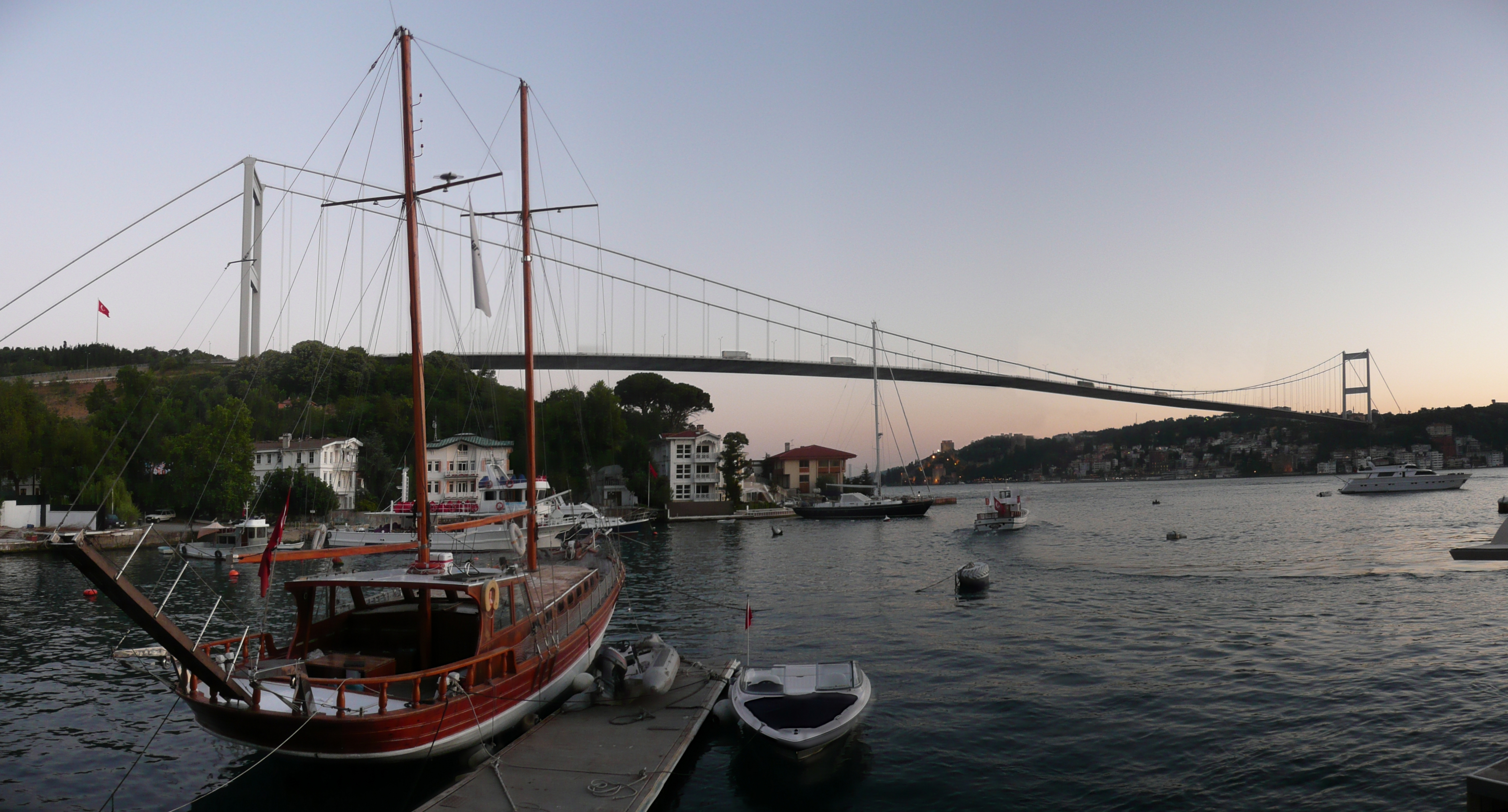
穆罕默德二世大桥

全长960千米。
 欧洲E70公路（D_010）：萨尔普（Sarp） - 特拉布宗（Trabzon） - 薩姆松（Samsun）
 欧洲E95公路（D_795）：薩姆松（Samsun） - 哈夫扎（Havza）
 欧洲E95公路（D_100）：哈夫扎（Havza） - 梅尔济丰（Merzifon） - 盖雷代（Gerede）
 欧洲E80公路：蓋雷代（Gerede）－伊斯坦堡東（İstanbul）
 欧洲E80公路：伊斯坦堡東（İstanbul）－穆罕默德二世大橋（Fatih Sultan Mehmet Köprüsü）－伊斯坦堡西（İstanbul）
 欧洲E80公路：伊斯坦堡西（İstanbul）－愛第尼 （Edirne）
 欧洲E80公路（D_100）：愛第尼（Edirne）－卡普庫勒（Kapıkule） - 41°43′5″N 26°21′7.7″E / 41.71806°N 26.352139°E